# Michelle Provoost
Michelle Provoost (n. 1964) es una historiadora de la arquitectura neerlandesa.

## Biografía
Doctorada en la Universidad de Groninga, donde también ha sido profesora, Provoost es una historiadora de la arquitectura, especializada en la historia del urbanismo, la arquitectura de posguerra y el desarrollo urbano contemporáneo, y trabaja en distintos campos desde la formación hasta la curaduría. Su tesis doctoral trató la figura del arquitecto Hugh Maaskant. En 1994 cofundó el estudio Crimson Architectural Historians que participó en numerosos trabajos de investigación y diseño en el campo del urbanismo, la arquitectura y el arte. Desde 2008 en directora del INTI International New Town Institute, una organización sin ánimo de lucro dedicada a la educación e investigación en relación con las nuevas ciudades, así como responsable de las publicaciones del mismo centro en Rotterdam. Enseña además en varias universidades fuera de su país e imparte regularmente conferencias en Europa, Asia, África y Estados Unidos, y ha formado parte de distintos comités de expertos y jurados internacionales.
Es curadora del Nederlands Architectuurinstituut, miembro del African Studies Centre de la Universidad de Leiden y ha escrito varios libros, así como artículos en publicaciones como Archis, The Architect, Arch+ y Harvard Design Magazine.